# پولگون
پولگون (به انگلیسی: Pulegone) با فرمول شیمیایی C10H16O یک ترکیب شیمیایی با شناسه پاب‌کم 442495 است. که جرم مولی آن 152.23 g/mol می‌باشد. شکل ظاهری این ترکیب، روغن بی‌رنگ است.